# Paul-Émilien Dalpé
Paul-Émilien Dalpé (Saint-Jérôme, 1919 - 16 avril 1994), C.M., dit Paul-Émile Dalpé, est un syndicaliste et infirmier québécois.
En 1962, il est élu président de la Fédération nationale des services, la fédération du domaine hospitalier de la Confédération des syndicats nationaux (CSN). Élu vice-président de la CSN en 1968, il est l'un de trois membres du comité exécutif qui feront scission, en 1972, pour créer la Centrale des syndicats démocratiques, centrale dite politiquement neutre. Il est le premier président de la Centrale des syndicats démocratiques, poste qu'il occupera jusqu'en 1981,,.
Après sa retraite, il est membre à temps partiel du Conseil économique du Canada.

## Honneurs
- Le 14 décembre 1981, il est nommé membre de l'Ordre du Canada[6]